# Janel Moloney
Janel Moloney is een Amerikaanse actrice. Ze is vooral bekend door haar rol als Donna Moss uit de Amerikaanse televisieserie "The West Wing".

## Casting als Donna Moss
Ze maakte kennis met de makers van The West Wing toen ze een uiterst geslaagd gastrolletje speelde in "Sports Night", een televisieserie die door grotendeels hetzelfde team was gemaakt. Bij het casten voor The West Wing werd ze in eerste instantie opgeroepen om auditie te doen voor de rol van perschef C.J. Craig, maar die rol werd aan Allison Janney gegeven.
Aanvankelijk was het de bedoeling dat haar rol in "The West Wing" heel beperkt zou zijn. Ze speelde de assistent van Josh Lyman (Bradley Whitford), een rol die aanvankelijk niet heel anders was dan die van de vele andere assistenten in de serie. Ze speelde de rol echter indrukwekkend. Ze had een uitstekende chemie met de andere acteurs - en met Bradley Whitford in het bijzonder - en maakte vele scènes waarin ze maar een klein rolletje speelde geheel tot de hare. De fans, de schrijvers, de acteurs, iedereen vond haar goed, en dus werd ze nadat ze in alle 22 afleveringen van het eerste seizoen als gastactrice had gespeeld in het tweede seizoen een vast lid van de cast.

## Familie
Janel heeft een tweelingzus Carey, een jongere broer Lance en een oudere zus Meegan. Ze is het nichtje van de Amerikaanse actrice Christine Ebersole.

## Relevante citaten
Aaron Sorkin, A&E Biography Magazine: "She was so good in the pilot that we had to write her back into the second show. And she just kept scoring in every episode; I couldn't get enough of her. So by the end of the first year we said why don't we just make her what she already is - a series regular."
Aaron Sorkin, "The Official Companion to 'The West Wing'": Janel Moloney came to us via Sports Night. She did an episode of Sports Night in the first season and just parked it in the bleachers with one scene that really knocked me out. The role of Donna was a small, recurring, supporting role. That was its intention in the pilot.
- International Standard Name Identifier: 0000 0000 4899 3268
- Library of Congress Control Number: no2005061671
- Nationale Bibliotheek van Israël: 987007391535005171
- Virtual International Authority File: 39110664
- WorldCat: E39PBJkD3FWfpQkdmrtV639Rrq